# Via Tiburtina

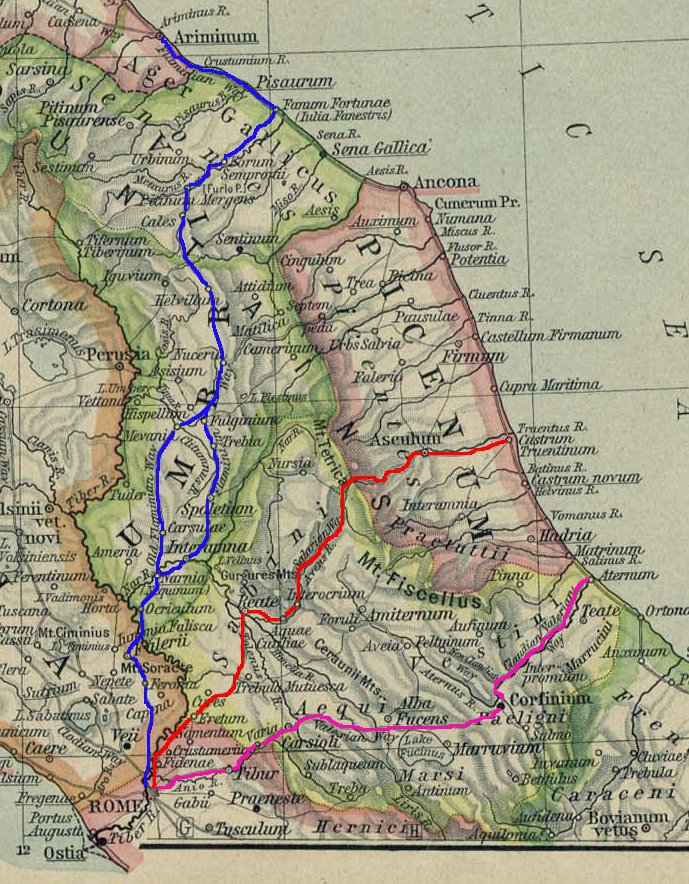
La via Tiburtina-Valeria, en rose sur la carte
(via Salaria en rouge, via Flaminia en bleu).

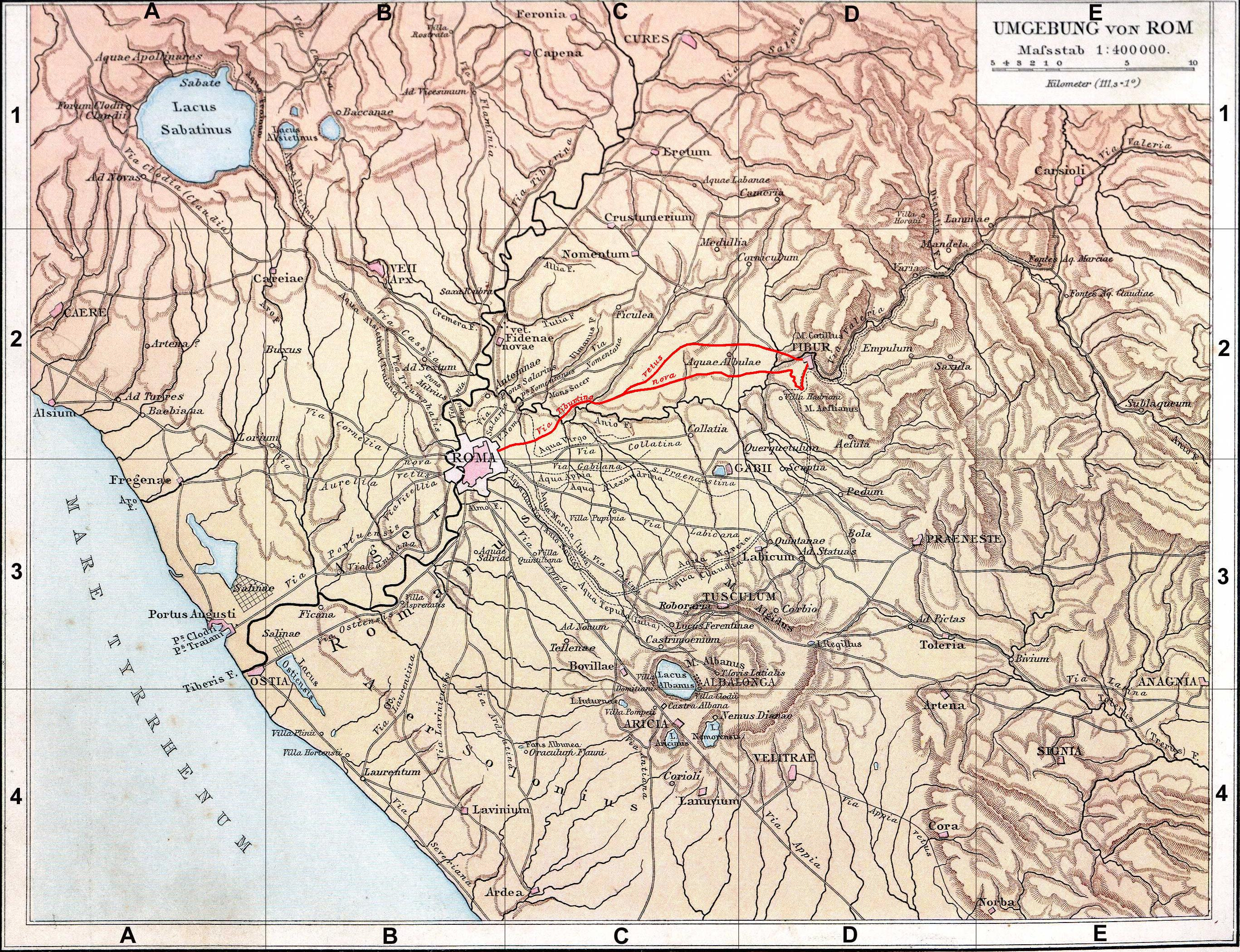
La voie Tiburtine sur une carte du Latium antique
(1886, G. Droysens Allgemeiner Historischer Handatlas).

La voie Tiburtine (latin : via Tiburtina) est une voie romaine antique de l'Italie qui relie Rome à la ville de Tivoli (ancienne Tibur), à l'est sur le cours de l'Anio.

## Historique
Elle est agrandie à partir d'une voie antérieure vers -305 par le censeur Marcus Valerius Maximus ou en 286 av. J.-C. par le consul Marcus Valerius Maximus Potitus et est prolongée en 154 av. J.-C. sous le nom de Voie (Tiburtine) Valérienne (latin : Via (Tiburtina) Valeria) par le censeur Marcus Valerius Messalla, de la même gens des Valerii.
Elle part de Rome au niveau de la porta Tiburtina sur le mur d'Aurélien et au niveau de la porte Esquiline sur le mur Servien, au nord-est de la ville, sur l'Esquilin.
La voie se divise en deux à mi-chemin de Tibur, après le passage de l'Anio, la plus ancienne partie (latin : via Tiburtina vetus) montant vers le nord pour atteindre Tibur par le nord-ouest, alors que la partie plus récente (latin : via Tiburtina novus) atteint Tibur par le Sud en ayant retraversé l'Anio juste en aval de la ville, près de la villa d'Hadrien.
Au-delà de Tivoli, elle se prolonge le long de la vallée de l'Aniene puis traverse les Apennins par la via Valeria.

### Articles connexes

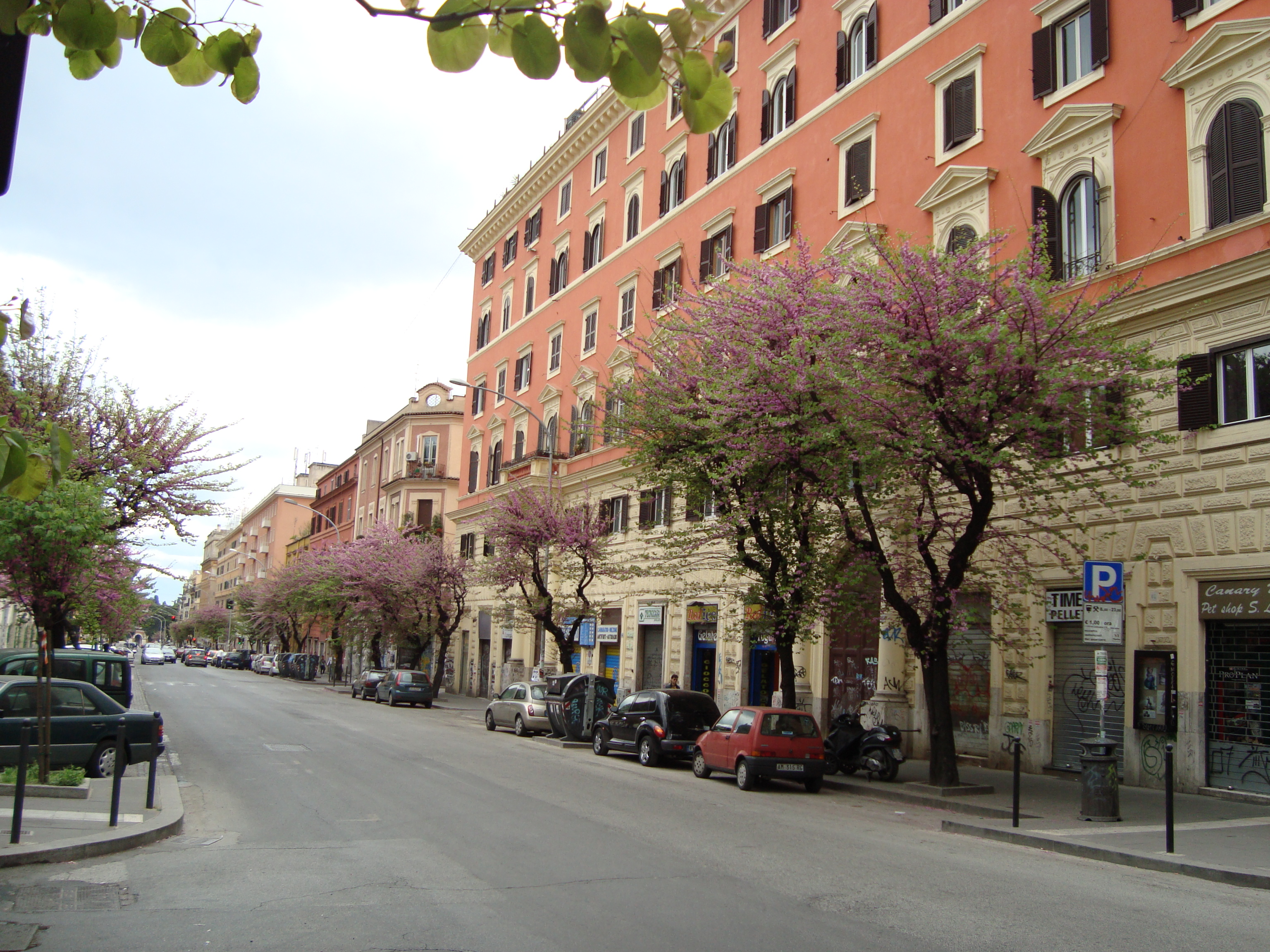
La via Tiburtina dans le quartier Tiburtino à Rome.